# Zwischenfall von Xi’an

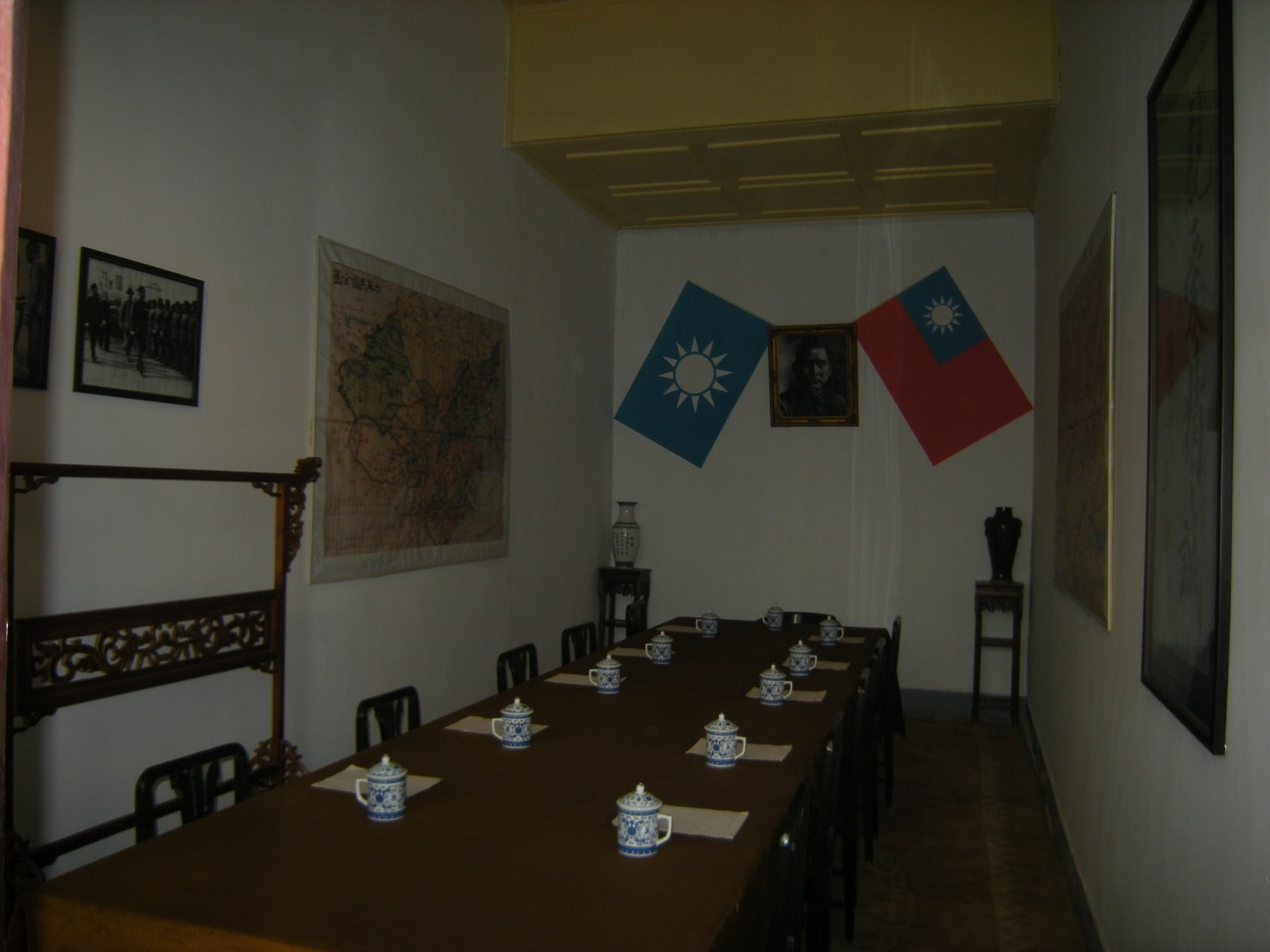
Die Stätte des Xi'an-Zwischenfalls: Originalgetreu erhaltener Besprechungsraum in der Huaqing-Therme, die von General Zhang Xueliang als Unterkunft genutzt wurde.

Als Zwischenfall von Xi’an (chinesisch 西安事變 / 西安事变, Pinyin Xī’ān Shìbìan) wird ein Ereignis im Dezember 1936 bezeichnet, bei dem nationalistische Truppen unter dem Warlord Zhang Xueliang, bekannt als der „Junge Marschall“ und Sohn des Marschalls Zhang Zuolin, und dem General Yang Hucheng (Yáng Hǔchéng 杨虎城) gegen ihren Generalissimo Chiang Kai-shek (Jiǎng Jièshí) meuterten und ihn am 12. Dezember gefangen nahmen.
Die japanischen Truppen hatten zu diesem Zeitpunkt bereits die Mandschurei infolge der Mandschurei-Krise besetzt und den Marionettenstaat Mandschukuo eingerichtet, den China nach der Bombardierung Shanghais im Waffenstillstand von 1933 anerkennen musste. Zu dieser Zeit musste China fürchten, als weitere japanische Kolonie zu enden.
Gleichzeitig war China durch den chinesischen Bürgerkrieg zwischen den Kommunisten (KPCh) unter Mao Zedong und Nationalisten (KMT) unter Chiang Kai-shek geschwächt. Die Nationalisten konnten die KPCh nach Shaanxi drängen (Langer Marsch) und dort isolieren.
Als Chiang Kai-shek die Truppen des Kleinen Marschalls, die die KPCh umzingelten, besuchte, wurde er von diesem festgesetzt. Mao Zedong hatte Zhang Xueliang hierzu bewegen können, indem er ihm Hoffnung machte, dass er von Moskau dabei unterstützt würde, die Macht in China zu übernehmen. Allerdings wusste Mao, dass Josef Stalin auf Chiang im Kampf gegen Japan baute, da Chiang der einzige war, der China vereinen und die Japaner so von einem Angriff auf die Sowjetunion abhalten konnte. Später behauptete Mao, das Telegramm aus Moskau nie bekommen zu haben. Mao versuchte Zhang Xueliang dazu zu bewegen, Chiang Kai-shek umzubringen, was ihm später Schwierigkeiten innerhalb der KPCh einbrachte. Zhang Xueliang ließ Chiang jedoch nach zwei Wochen frei.
Die Kommunisten konnten Chiang in dieser Phase, auch im Austausch gegen den in Sibirien festgehaltenen einzigen Sohn von Chiang, Chiang Ching-kuo, zwingen, dass die Kommunisten als Partei anerkannt wurden, eine eigene Provinz zugewiesen bekamen und eine eigene Armee stellen durften, die von Chiang finanziert wurde. Außerdem wurde Shao Lizi (邵力子), ein kommunistischer Maulwurf (er begleitete Chiangs Sohn 1925 in die Sowjetunion), der zuständige Leiter für Medienarbeit in Chiangs Propagandaministerium, was dazu führte, dass sich das Bild der Kommunisten und speziell von Mao in der Öffentlichkeit rapide besserte. Vertreter der Kommunisten bei der KMT war Zhou Enlai.
Nur ein Jahr später begann der Zweite Japanisch-Chinesische Krieg. Nach dem Zwischenfall von Xi’an wurde die Zweite Einheitsfront gebildet – im Gegensatz zur Ersten Einheitsfront aber eher ein Stillhalteabkommen anstatt einer Zusammenarbeit. Während des Krieges kam es jedoch immer wieder vor, dass sich die zwei chinesischen Parteien gegenseitig bekämpften. Nach dem Krieg wurde der Bürgerkrieg wieder aufgenommen. Zuvor war das Kräfteverhältnis 60:1 für die KMT, danach nur noch 3:1.
Die ehemalige Stätte des Zwischenfalls von Xi’an (Xi’an shibian jiuzhi) steht seit 1982 auf der Liste der Denkmäler der Volksrepublik China (Beschluss 2-6).